# ویو جی‌اس
ویو جی‌اس (انگلیسی: Vue.js)(معمولاً ویو نام برده می‌شود، تلفظ شبیه view) یک چارچوب متن باز جاوااسکریپت است که برای نوشتن و آماده‌سازی رابط کاربری از آن بهره برده می‌شود. از آنجا که در طراحی ویو اصل همخوانی با کتابخانه‌های جاوااسکریپت در نظر گرفته شده‌است، استفاده از آن برای توسعه‌دهندگان وب راحت است. در حال حاضر ویو جی‌اس تعداد 42.6 هزار ستاره در گیت هاب دارد که این نشان دهنده محبوبیت بالای این چارچوب می‌باشد. از جمله رقبای آن می‌توان به چارچوب انگیولار که توسط شرکت بزرگی نظیر گوگل پشتیبانی می‌شود و کتابخانه ری‌اکت که فیسبوک آن را دارد اشاره کرد.

## تاریخچه
ایوان یو پس از آنکه پروژه‌های زیادی با انگولارجی‌اس برای گوگل انجام داد، ویو جی‌اس را ایجاد کرد. او بعداً فرایند تفکر خود را این‌طوری خلاصه کرد که «اگر می‌توانستم بخشی را که واقعاً در مورد انگولار دوست داشتم استخراج و چیز خیلی سبک‌وزنی بسازم.» ویو ابتدا در ماه فوریه سال ۲۰۱۴ منتشر شد.

### نسخه‌ها
| نسخه | تاریخ معرفی شمسی           | تاریخ معرفی میلادی | عنوان                      | پایان پشتیبانی بلندمدت | پایان عمر        |
| ---- | -------------------------- | ------------------ | -------------------------- | ---------------------- | ---------------- |
| ۳٫۳  | پنج شنبه، ۲۱ اردیبهشت ۱۴۰۲ | مه ۱۱, ۲۰۲۳        |                            |                        |                  |
| ۳٫۲  |                            | اوت ۵, ۲۰۲۱        | پنج‌قلوهای باکلاس           |                        |                  |
| ۳٫۱  |                            | ژوئن ۷, ۲۰۲۱       | پلوتو                      |                        |                  |
| ۳٫۰  |                            | سپتامبر ۱۸, ۲۰۲۰   | وان پیس                    |                        |                  |
| ۲٫۶  | دوشنبه، ۱۵ بهمن ۱۳۹۷       | فوریه ۴, ۲۰۱۹      | ماکروس                     | مارس ۱۸, ۲۰۲۲          | سپتامبر ۱۸, ۲۰۲۳ |
| ۲٫۵  | جمعه، ۲۱ مهر ۱۳۹۶          | اکتبر ۱۳, ۲۰۱۷     | لول ای                     |                        |                  |
| ۲٫۴  | پنج شنبه، ۲۲ تیر ۱۳۹۶      | ژوئیه ۱۳, ۲۰۱۷     | کیل لا کیل                 |                        |                  |
| ۲٫۳  | پنج شنبه، ۷ اردیبهشت ۱۳۹۶  | آوریل ۲۷, ۲۰۱۷     | ماجراجویی عجیب و غریب جوجو |                        |                  |
| ۲٫۲  | یکشنبه، ۸ اسفند ۱۳۹۵       | فوریه ۲۶, ۲۰۱۷     | اینیشیال دی                |                        |                  |
| ۲٫۱  | سه شنبه، ۲ آذر ۱۳۹۵        | نوامبر ۲۲, ۲۰۱۶    | هانتر × هانتر              |                        |                  |
| ۲٫۰  | جمعه، ۹ مهر ۱۳۹۵           | سپتامبر ۳۰, ۲۰۱۶   | شبح درون پوسته             |                        |                  |
| ۱٫۰  | پنج شنبه، ۶ آبان ۱۳۹۵      | اکتبر ۲۷, ۲۰۱۵     | اونگلیون                   |                        |                  |
| ۰٫۱۲ | جمعه، ۲۲ خرداد ۱۳۹۴        | ژوئن ۱۲, ۲۰۱۵      | دراگون بال                 |                        |                  |
| ۰٫۱۱ | جمعه، ۱۶ آبان ۱۳۹۳         | نوامبر ۷, ۲۰۱۴     | کابوی بیباپ                |                        |                  |
| ۰٫۱۰ | یکشنبه، ۳ فروردین ۱۳۹۳     | مارس ۲۳, ۲۰۱۴      | بلید رانر                  |                        |                  |
| ۰٫۹  | سه شنبه، ۶ اسفند ۱۳۹۲      | فوریه ۲۵, ۲۰۱۴     | انیماتریکس                 |                        |                  |
| ۰٫۸  | دوشنبه، ۷ بهمن ۱۳۹۲        | ژانویه ۲۷, ۲۰۱۴    | -                          |                        |                  |
| ۰٫۷  | سه شنبه، ۳ دی ۱۳۹۲         | دسامبر ۲۴, ۲۰۱۳    | -                          |                        |                  |
| ۰٫۶  | یکشنبه، ۱۷ آذر ۱۳۹۲        | دسامبر ۸, ۲۰۱۳     | ویو جی‌اس                   |                        |                  |